# Gòspel
El gòspel (de l'anglès gospel: evangeli) és un estil musical d'origen religiós originat al començament del segle xx als Estats Units entre la població afroamericana, que es caracteritza per polifonies i síncopes. El mot anglès és una evolució de godspell, que es pot interpretar com a bona història, bona notícia (de good spell, que lliga amb l'etimologia clàssica del mot evangeli) o com a història, notícia de Déu (de God spell). La història del gòspel, igual que la de la majoria d'estils musicals, és una història d'influències mútues, que va des dels orígens africans i de l'època de l'esclavitud fins als cors espirituals i els himnes evangèlics del ressorgiment protestant del segle XIX. En català, l'adaptació proposada pel Consell Supervisor del TERMCAT (gòspel, amb accent), es justifica pel fet que és una forma que divergeix molt poc de la denominació originària i que s'identifica sense dificultats amb el concepte de referència.
Alguns artistes moderns de gòspel han incorporat elements de la música soul. Entre els seus representants més famosos es poden citar a Thomas A. Dorsey, Mahalia Jackson, Bessie Griffin, Rosetta Tharpe, i els grups Staple Singers, Golden Gate Quartet, o Spirit of Memphis, Blind Boys of Alabama, Jordanaires, Oak Ridge Boys, i Reverend Lee Brown Gospel Consort.

## Història

### Orígens
Els orígens de la música gòspel es troben en les societats de l'oest d'Àfrica que van ser deportades pels europeus colonitzadors i els comerciants d'esclaus entre el 1619 i el 1865. La majoria d'esclaus provenien de l'àrea on actualment es troben Senegal, Guinea, Gàmbia, Sierra Leone, Libèria, Ghana, Benín, Nigèria, Camerun i parts del Congo etc.

### Música africana
Una de les característiques de la vida africana era la importància que se li donava a la música i al ball. Hi havia música cerimonial per a les festes i ritus religiosos, proclamacions de reis o recreacions d'episodis històrics d'importància, música diferent per a preparar una guerra.
L'estil de cant dels africans es caracteritzava per la seva intensitat i l'ús d'efectes especials com el falset, crits, gemecs, i notes guturals. Durant l'espectacle musical, els espectadors participaven cantant la tornada de les cançons, picant de mans, donant cops a terra amb el peu o fins i tot ballant.
Entre el 1720 i el 1750, l'esclavitud va estendre's entre les colònies americanes. Això va comportar una gran demanda de música més animada en els oficis religiosos. Els nous càntics del moviment eren himnes que utilitzaven poemes religiosos en substitució dels salms bíblics.

### L'espiritual negre
Així es van començar a barrejar les músiques africanes del passat amb la música cristiana que aprenien dels seus amos. Moltes d'aquestes cançons tractaven el tema de la llibertat i contra l'esclavitud. Amb el pas del temps els esclaus van anar produint les seves pròpies cançons, que les cantaven mentre treballaven.
A principis del segle xix, el moviment protestant del Segon Despertar va produir la cançó més emblemàtica: l'espiritual. Sembla que l'espiritual designava a les cançons populars religioses dels negres americans. Els espirituals es classificaven en:
- Espirituals per a cantar en els oficis sagrats.
- Espirituals per a cantar mentre la persona estava asseguda sense res a fer.
- Espirituals per a acompanyar al crit.
- Himnes de funeral.

A diferència de l'espiritual, que es desenvolupa en l'àmbit rural, el gòspel es crea i desenvolupa en un escenari urbà. Els autors dels himnes gòspel incorporen a les seves obres les tradicions musicals de les cerimònies de camp d'inicis del segle xix, utilitzant formes antifonals i himnes amb tornades, a més d'utilitzar formes de cançons tradicionals i melodies populars.

## Gèneres
El gòspel tradicional és aquell que bàsicament s'ha donat als Estats Units i que normalment és interpretat per un cor, que pot tenir un o més solistes i generalment són cors. Prevalen els temes tradicionals.

### Black gòspel
Consisteix en un cant espiritual, amb ritmes africans. Els cors són bastant nombrosos, les líriques s'acompanyen amb palmes i un moviment rítmic per part del coristes.

### Southern gòspel
Així es coneix la forma musical que utilitza l'esquema de quartet vocal: primer tenor, segon tenor, baríton i baix. L'èmfasi d'aquest so rau en l'aspecte harmònic i vocal de la seva interpretació i en l'acompanyament com un element secundari basat en solos de piano o guitarra. Actualment els grups i quartets Southern gòspel es componen de petites bandes, orquestres i cors, així com bases instrumentals pregravades per a l'acompanyament de les seves cançons. El terme Southern (del sud) emfatitza l'origen del subgènere als estats del sud dels Estats Units, molt relacionat amb altres formes pròpies del mateix àmbit geogràfic, tals com el Hillbilly i el Bluegrass.

### Gòspel Choir
És un gòspel que trenca els esquemes més conservadors del gènere barrejant amb energia la tradició amb altres estils, com el funk i el Blues.

### Himnes
Són temes tradicionals interpretats per grans cors mixtes, on habitualment hi ha un missatge de joia, i que intenten animar les masses. Són himnes el desplegament vocal dels quals pot no arribar a la seva plenitud, ja que és més important el missatge tranquil·litzador que s'intenta donar.

### Escriptures
Gairebé totes són gravacions en les quals sobresurt la recitació dels textos religiosos acompanyada o no d'un fil musical. Les parts cantades o les aparicions de cors hi són escasses. Sol estar interpretat per predicadors, dels quals han destacat J.M. Gates Moses Mason i d'altres.

## Gòspel contemporani
El gòspel contemporani és considerat una evolució del gòspel tradicional de les esglésies negres evangèliques dels Estats Units, ara amb bateries més estridents, guitarres elèctriques i tot sovint amb danses i coreografies que no tenen res a envejar als grans espectacles. La posada en escena (decorats i il·luminació) prenen un paper més important.